# Akşemseddin
Akşemseddin (* 1389/1390 in Damaskus, heute Syrien; gestorben 1459 in Göynük; eigentlicher Name Scheich Muhammad Schams al-Milla wa-d-Din bin Hamza) war ein islamischer Gelehrter, Sufi, Dichter und Arzt des 15. Jahrhunderts. Er war der Lehrer Mehmed II. und wurde auch kurz Akşeyh genannt.
Im Alter von sieben Jahren kam er mit seinem Vater nach Anatolien und ließ sich in Kavak (Amasya) nieder. Sein Vater starb bald darauf. Akşemseddin erhielt eine religiöse Ausbildung und wurde Lehrer an der Medrese in Osmancık. In dieser Zeit muss er auch eine medizinische Ausbildung erhalten haben.
Akşemseddin bereiste Persien und Transoxanien und wollte nach Aleppo, um sich Zain ad-Din al-Chawafi anzuschließen, kehrte jedoch um und schloss sich Hacı Bayram in Ankara an, der ihn kurze Zeit später zu seinem Nachfolger bestimmte. Weitere Stationen seines Lebens sind  Beypazarı, ein Dorf namens Evlek  im Gerichtsbezirk von İskilip und Göynük. Nach dem Tod seines  Hacı Bayrams trat er dessen Nachfolge an. Vor der Eroberung Konstantinopels war er mehrfach in Edirne an der Seite Mehmed II und nahm auch als Armeeprediger an der Eroberung Konstantinopels durch die Osmanen teil. Akşemseddin wird auch die Entdeckung der Grabstätte Abū Aiyūb al-Ansārīs zugesprochen. Er stand hoch in der Gunst des Sultans. Nach dem Feldzug kehrte er nach Göynük zurück, wo er wenige Jahre später starb.
Akşemseddin soll sieben Mal den Haddsch nach Mekka vollzogen haben, jedoch sind die Daten nicht bekannt. Er hatte zahlreiche Söhne. Einige Quellen sprechen von sieben, andere von zwölf Söhnen. Der bekannteste war der Dichter Hamdi.

## Werke
- Risalet-ül-Nuriyye
- Def‘u  meta‘ini's-sufiyye
- Risâle-i Zikrullah
- Risale-i Şerh-i Ahval-i Hacı Bayram-ı Veli
- Makamât-ı Evliya
- Maddet-ül-Hayat
- Nasihatname-i Akşemseddin
- Kitab-ül-Tıp
- Hall-i Müşkülat